# Sylvio Hoffmann Mazzi
Sylvio Hoffmann Mazzi (Rio de Janeiro, 15 de maig de 1908 - 15 de novembre de 1991) fou un jugador de futbol brasiler de les dècades de 1920 i 1930.

## Trajectòria
Pel que fa a clubs, entre 1925 i 1935, defensà els colors molts dels grans clubs brasilers del moment, com ara, Vasco da Gama, Fluminense FC, Santos FC, São Paulo FC o Botafogo. També jugà a l'Uruguai al CA Peñarol. Fou internacional amb Brasil, disputant la Copa del Món d'Itàlia 1934.